# جيم جاكوبس
جيم جاكوبس (بالإنجليزية: Jim Jacobs)‏ (و. 1942 – م) هو ملحن، وممثل، وشاعر غنائي، وواضع كلمات الأوبرا، وممثل مسرحي، وكاتب غنائي، من الولايات المتحدة الأمريكية، ولد في شيكاغو.

## روابط خارجية
- جيم جاكوبس على موقع IMDb (الإنجليزية)
- جيم جاكوبس على موقع ميوزك برينز (الإنجليزية)
- جيم جاكوبس على موقع قاعدة بيانات برودواي على الإنترنت (الإنجليزية)
- جيم جاكوبس على موقع ديسكوغز (الإنجليزية)
- جيم جاكوبس على موقع قاعدة بيانات الفيلم (الإنجليزية)